# Naftno polje Gavar
Gavar (arabsko:الغوار) je velikansko naftno polje locirano v Al-Ahsa, Saudova Arabija. Območje je 280 km dolgo in 30 kilometrov široko in je z 71 milijardami sodčkov nafte daleč največje naftno polje na svetu.. Naftno polje upravlja državno podjetje Saudi Aramco. Natančnejši podatki o polju niso na voljo za široko publiko.
Gavar je lociran na antiklini nad podlago, ki je stara okrog 320 milijonov let. 
Naftno polje so odkrili leta 1948, črpati pa so začeli 3 leta pozenje 1951.Gavar je razdeljen na pet proizvodnih območij od severa proti jugu:   Ain Dar, Shedgum, Uthmaniyah, Hawiyah in Haradh..  Nekateri viri poročajo, da naj bi leta 2005 polje doseglo vrhunec proizvodnje Saudi Aramco je poročal leta 2008, da so do sedaj proizvedli 48% rezerv.
Približno 60–65% vse nafte načrpane v Saudovi Arabiji med letoma 1948 in 2000 je prišlo iz Gavarja. Skupna proizvodnja do aprila 2010 je 65 milijard sodčkov (1.03×1010 m3) - kar je približno enako skupni svetovni porabi v dveh letih. Na dan proizvedejo iz tega polja okrog 5 milijonov sodčkov (790.000 m3), 6,25% svetovne proizvodnje.
Poleg tega proizvedejo približno  57 000 000 m3 zemeljskega plina na dan
V sedemdesetih so nepravilno ocenjevali, da naj bi polje imelo 170 milijard sodčkov nafte (27 km3), od tega naj bi bilo 60 milijard (9.5 km3) možno izčrpati, kar so sedaj že prekoračili in  ocenjujejo da je približno polovica ostala